# Saalanbau (Syke)
Der Saalanbau in Syke, Waldstraße 69, am Friedeholz beim Kunstmuseum Vorwerk Syke, stammt von 1901. Es war ein Saalanbau des ehemaligen Ausflugslokals Deutsche Eiche. Seit 2015 ist der Anbau Teil der Seniorenresidenz Deutsche Eiche.
Das Gebäude steht unter Denkmalschutz.

## Geschichte

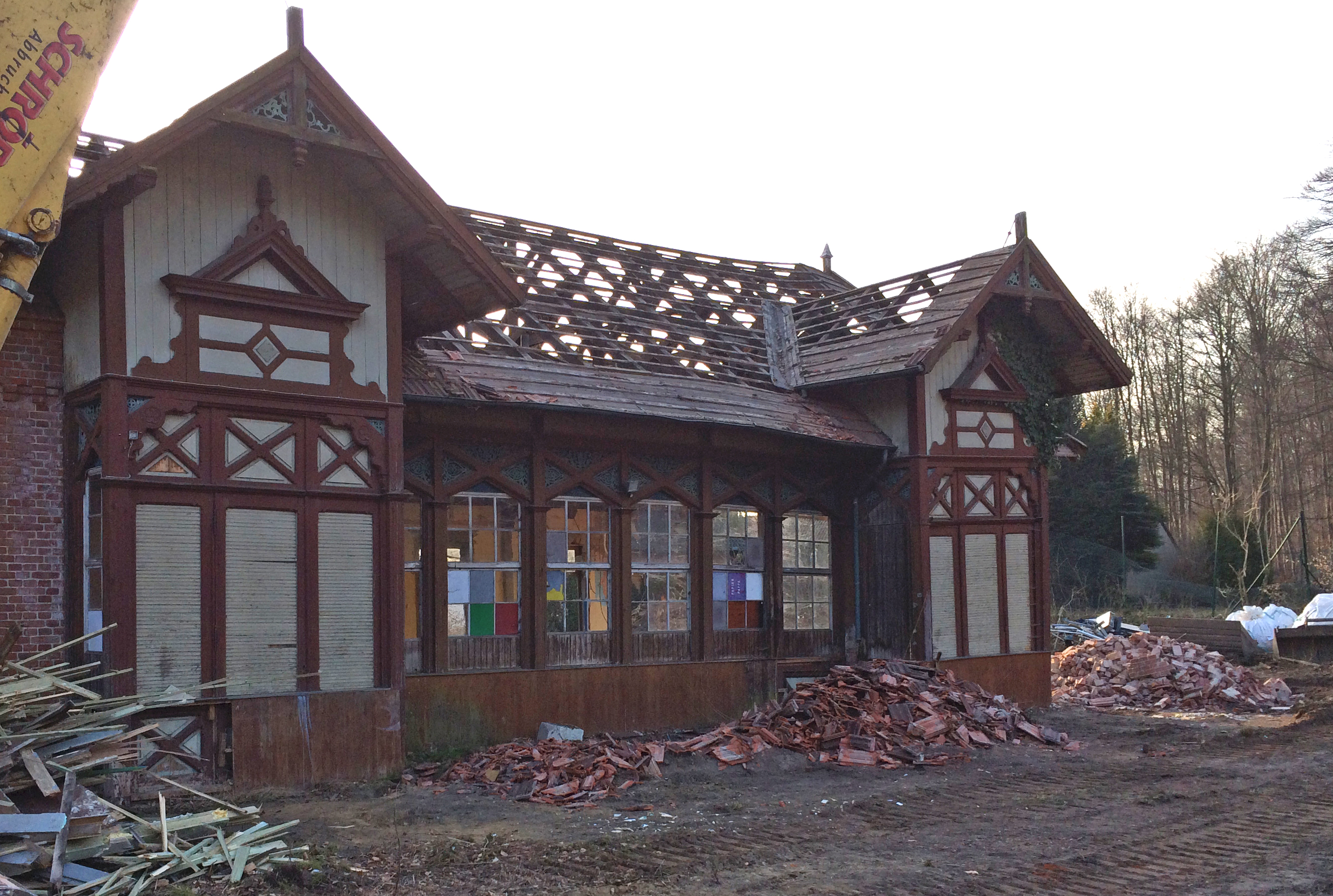
Der Saalanbau nach dem Brand, 2014

Das ein- und zweigeschossige verputzte historisierende Gebäude mit einem Satteldach und vielen Holzelementen wurde 1901 als Saalanbau der beliebten Gaststätte und Hotel Zur Deutschen Eiche für den Eigentümer Johann Ritterhoff gebaut. Eine Fachwerkkonstruktion wurde auf einer der Traufseiten vorgesetzt. Die Gaststätte mit Sommergarten, Tennisplatz und Freiluftkegelbahn ging über an den Sohn Henry Ritterhoff. Im Saal gab es Feste, Konzerte und auch Tanzunterricht. Das Ausflugslokal war in den 1980er und 2000er Jahren auch Zentrum von Radrennen. Der Gaststättenbetrieb endete im Dezember 1991.
Von 1992 bis 2001 wurden hier Asylbewerber untergebracht. Ab 2002 standen die Gebäude leer und 2008 brannten sie nieder. Die Gaststätte wurde danach abgerissen, der Saalanbau konnte um 2014 trotz größerer Schäden wieder saniert werden. 2015 eröffnete die benachbarte Seniorenresidenz Deutsche Eiche ihr Altenwohnheim.